# Cancellation
«Cancellation» es una canción de la banda estadounidense de rock Player, extraída de su álbum debut homónimo. Pertenece a un conjunto de canciones compuestas y editadas en 1975 por J. Crocker, Kailing y Steve Kipner para la banda Bandana (creada por Peter Beckett y J.C. Crowley) cuyas ediciones nunca fueron lanzadas en un álbum. 

## Historia
Luego de que la banda, por ese entonces denominada Riff Raff, cambiaran su nombre a Bandana ya que existía un grupo británico con el mismo nombre, comenzaron a componer material adicional luego de varios ensayos en Sunset Boulevard. Tocaron para varios artistas y productores discográficos como Bill Halverson, Paul Simon, Phil Ramone entre otros. Steve Kipner (guitarrista de la banda) abandonó el grupo en 1976 y un músico proveniente de Texas llamado J.C. Crowley ocupó su lugar. 
Se reunieron en los ABC Studios en Beverly Boulevard para tocar frente al productor Phil Ramone canciones que posteriormente serían parte del primer álbum de Player; "Movin'Up", "Melanie" y "Cancellation". Hicieron un acuerdo con la discográfica GTO, pero debido al fracaso musical no lograron editar ningún álbum.

## Personal
Músicos
- Peter Beckett (guitarra, voz principal)
- J.C. Crowley (guitarra, coros)
- Ronn Moss (bajo, coros)
- John Friesen (batería)
- Wayne Cook (saxofón, teclados)

- Datos: Q16542385